# ダンディルート
ダンディルート（Dandy Lute、1972年5月10日 - 1980年11月10日）とはフランスの競走馬。競走馬としてフランスで重賞3勝を挙げ、引退後に種牡馬として日本へ輸出された。

## 経歴
「インター」の冠名で知られる馬主の松岡正雄と、「トウショウ」の冠名で知られる藤田正明がフランスで購入し、共同所有馬として同地で競走生活を過ごした。競走馬時代に勝利した3つの重賞はいずれもG3だったが、フランスのクラシック競走プール・デッセ・デ・プーラン（フランス2000ギニー）で3着、フォレ賞 (G1) で2着と、一線級でも活躍していた。3歳をもって競走馬を引退し、直後に静内スタリオンステーションに種牡馬として導入された。

## 馬齢別競走成績
- 2歳 - 4戦3勝（ロシェット賞・仏G3）
- 3歳 - 8戦2勝（ジョンシェール賞・仏G3、パレロワイヤル賞・仏G3、フォレ賞・仏G1-2着）

## 種牡馬時代
種牡馬としては藤正牧場の繁殖牝馬を中心に交配が行われ、初年度からトウショウゴッド、ポリートウショウと2頭の重賞優勝馬を輩出した。産駒は中距離路線で活躍し、以降も重賞4勝をあげたエイティトウショウなどの活躍馬を送り出していたが、1980年11月に、5世代の産駒を遺して急死した。産駒のGI級競走制覇はなかったが、送り出した5世代すべてから重賞優勝馬を輩出し、後継種牡馬となったトウショウペガサス、ビゼンニシキは数少ない産駒からそれぞれGI優勝馬を出した。また、全部で10頭に満たない産駒しか残せず死亡したトウショウゴッドからも重賞5勝馬ヌエボトウショウが出ている。その父系はビゼンニシキからダイタクヘリオス、その仔ダイタクヤマト、トウショウペガサスからグルメフロンティア（2010年死亡）と続いていた。ダイタクヤマトが2010年に種牡馬を引退し、以降、ダンディルートの血を引く後継種牡馬は出ていない。トウショウ牧場に繋養される繁殖牝馬の多くにはその血が受け継がれており、血統表母系にはしばしばその名を見ることができる。

### おもな産駒
- トウショウゴッド（1977年産 弥生賞、目黒記念・春、ダービー卿チャレンジトロフィー）[2]
- ポリートウショウ（1977年産 クイーンカップ）[3]
- エイティトウショウ（1978年産 中山記念2回、金杯・東、ラジオたんぱ賞）[4]
- トウショウペガサス（1979年産 中山記念、ダービー卿チャレンジトロフィー）[5]
- アップセッター（1980年産 ニュージーランドトロフィー4歳ステークス、新潟記念）[6]
- モミジビューティー（1980年産 北海道3歳優駿）[7]
- ビゼンニシキ（1981年産 共同通信杯4歳ステークス、スプリングステークス、NHK杯）[8]

### おもなブルードメアサイアー産駒
GI級レース優勝馬および重賞複数制覇馬のみ
- シスタートウショウ（父トウショウボーイ-桜花賞）[9]
- スターマン（父ワイズカウンセラー-京都新聞杯、神戸新聞杯、鳴尾記念）[10]
- マザートウショウ（父スティールハート-函館3歳ステークス、テレビ東京賞3歳牝馬ステークス、クイーンカップ）[11]

## 血統表
| ダンディルート (Dandy Lute)の血統 | ダンディルート (Dandy Lute)の血統                                      | ダンディルート (Dandy Lute)の血統                                      | （血統表の出典）                                                       | （血統表の出典） |
| 父系                              | リュティエ系                                                           | リュティエ系                                                           | リュティエ系                                                           | [ § 2 ]          |
| 父 Luthier 1965 黒鹿毛 フランス   | 父の父Klairon 1952 鹿毛 フランス                                       | Clarion                                                                | Djebel                                                                 | Djebel           |
| 父 Luthier 1965 黒鹿毛 フランス   | 父の父Klairon 1952 鹿毛 フランス                                       | Clarion                                                                | Columba                                                                |                  |
| 父 Luthier 1965 黒鹿毛 フランス   | 父の父Klairon 1952 鹿毛 フランス                                       | Kalmia                                                                 | Kantar                                                                 | Kantar           |
| 父 Luthier 1965 黒鹿毛 フランス   | 父の父Klairon 1952 鹿毛 フランス                                       | Kalmia                                                                 | Sweet Lavender                                                         |                  |
| 父 Luthier 1965 黒鹿毛 フランス   | 父の母Flute Enchantee 1950 鹿毛 フランス                               | Cranach                                                                | Coronach                                                               | Coronach         |
| 父 Luthier 1965 黒鹿毛 フランス   | 父の母Flute Enchantee 1950 鹿毛 フランス                               | Cranach                                                                | Reine Isaure                                                           |                  |
| 父 Luthier 1965 黒鹿毛 フランス   | 父の母Flute Enchantee 1950 鹿毛 フランス                               | Montagnana                                                             | Brantome                                                               | Brantome         |
| 父 Luthier 1965 黒鹿毛 フランス   | 父の母Flute Enchantee 1950 鹿毛 フランス                               | Montagnana                                                             | Mauretania                                                             |                  |
| 母 Dentrelic 1965 栗毛 フランス   | 母の父Prudent 1959 栗毛 アメリカ                                       | My Babu                                                                | Djebel                                                                 | Djebel           |
| 母 Dentrelic 1965 栗毛 フランス   | 母の父Prudent 1959 栗毛 アメリカ                                       | My Babu                                                                | Perfume                                                                |                  |
| 母 Dentrelic 1965 栗毛 フランス   | 母の父Prudent 1959 栗毛 アメリカ                                       | Providence                                                             | Easton                                                                 | Easton           |
| 母 Dentrelic 1965 栗毛 フランス   | 母の父Prudent 1959 栗毛 アメリカ                                       | Providence                                                             | War Kilt                                                               |                  |
| 母 Dentrelic 1965 栗毛 フランス   | 母の母Relict 1966 鹿毛 イギリス                                        | Relic                                                                  | War Relic                                                              | War Relic        |
| 母 Dentrelic 1965 栗毛 フランス   | 母の母Relict 1966 鹿毛 イギリス                                        | Relic                                                                  | Bridal Colors                                                          |                  |
| 母 Dentrelic 1965 栗毛 フランス   | 母の母Relict 1966 鹿毛 イギリス                                        | Fakhry                                                                 | Mahmoud                                                                | Mahmoud          |
| 母 Dentrelic 1965 栗毛 フランス   | 母の母Relict 1966 鹿毛 イギリス                                        | Fakhry                                                                 | Fille de Salut                                                         |                  |
| 母系(F-No.)                       | (FN:16-a)                                                              | (FN:16-a)                                                              | (FN:16-a)                                                              | [ § 3 ]          |
| 5代内の近親交配                   | Djebel 4×4=12.50%、War Kilt・War Relic 4×4=12.50%、Blandford 5×5=6.25% | Djebel 4×4=12.50%、War Kilt・War Relic 4×4=12.50%、Blandford 5×5=6.25% | Djebel 4×4=12.50%、War Kilt・War Relic 4×4=12.50%、Blandford 5×5=6.25% | [ § 4 ]          |
| 出典                              | 1. 2. 3. 4.                                                            | 1. 2. 3. 4.                                                            | 1. 2. 3. 4.                                                            | 1. 2. 3. 4.      |

父リュティエはジャック・ル・マロワ賞やリュパン賞などの優勝馬で、ダンディルート以外にも凱旋門賞優勝馬サガスなどフランスを中心に多くの活躍馬を輩出している。ほか近親には、従妹に米G1ラモナハンデキャップの優勝馬デイリービジー、甥にフランスで重賞3勝のビッグジョンなどがいる。